# 馬里奧·安契奇
马里奥·安契奇（1984年3月30日—），生于南斯拉夫联邦时期，昵称“Babe Goran”，已退役的克羅埃西亞男子網球手，单打最高世界排名第7，草地场的天赋尤其卓越。
退役之后的安西奇现任NBA球队法律顾问。

## 外部連結
- 馬里奧·安契奇（英文/西班牙文）的官方資料
- 馬里奧·安契奇的國際網球總會 職業／青少年 官方資料（英文）
- 馬里奧·安契奇的官方資料（英文）
- Mario Ančić Online （页面存档备份，存于）（英文）